# Pterartoria
Pterartoria is een geslacht van spinnen uit de familie wolfspinnen (Lycosidae).

## Soorten
De volgende soorten zijn bij het geslacht ingedeeld:
- Pterartoria arbuscula (Purcell, 1903)
- Pterartoria fissivittata Purcell, 1903
- Pterartoria flavolimbata Purcell, 1903
- Pterartoria masarangi (Merian, 1911)
- Pterartoria polysticta Purcell, 1903